# Traité de Spire

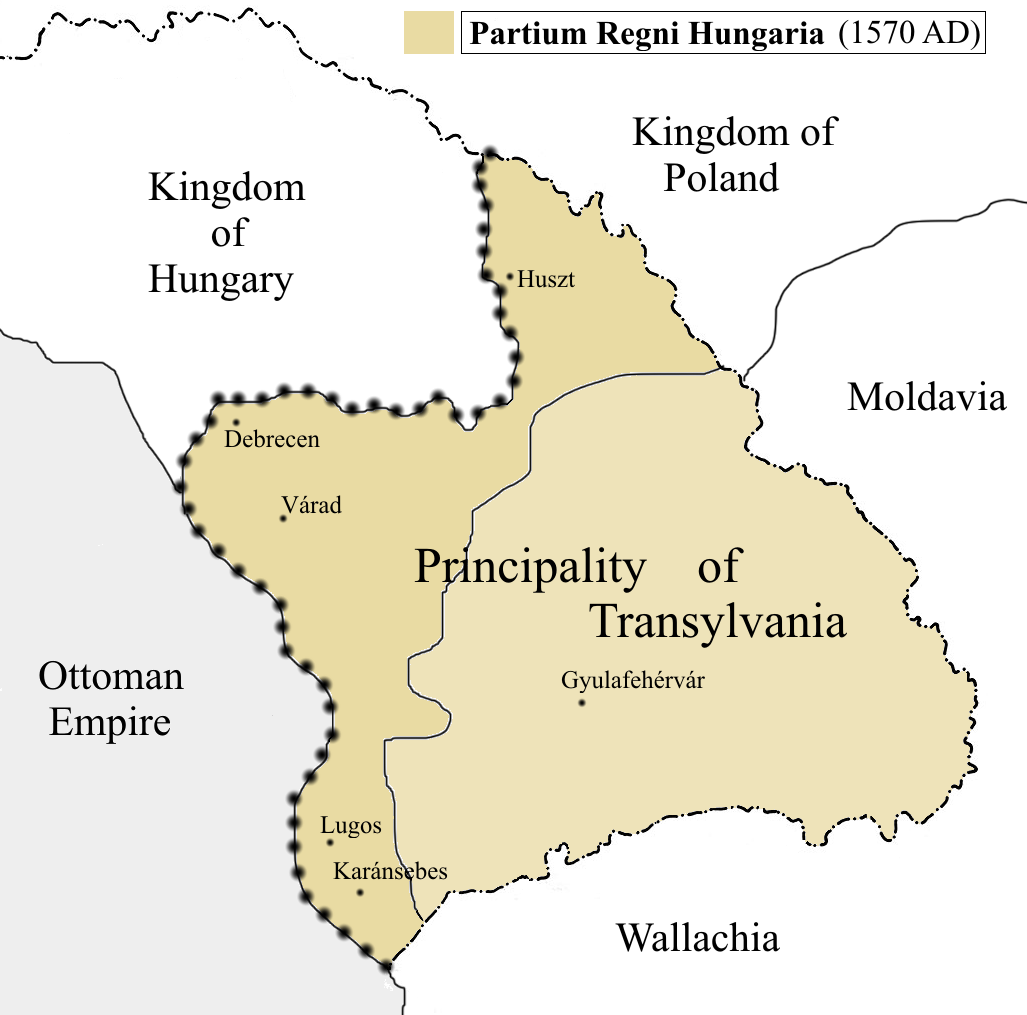
Le royaume de Jean-Sigismond en 1570.

Le traité de Spire, signé le 16 août 1570, lors de la Diète de Spire, est un accord de paix entre les deux prétendants au royaume de Hongrie Maximilien II de Habsbourg qui régnait sur la Hongrie royale et Jean-Sigismond Zápolya qui contrôlait l'Est du pays.

## Contenu

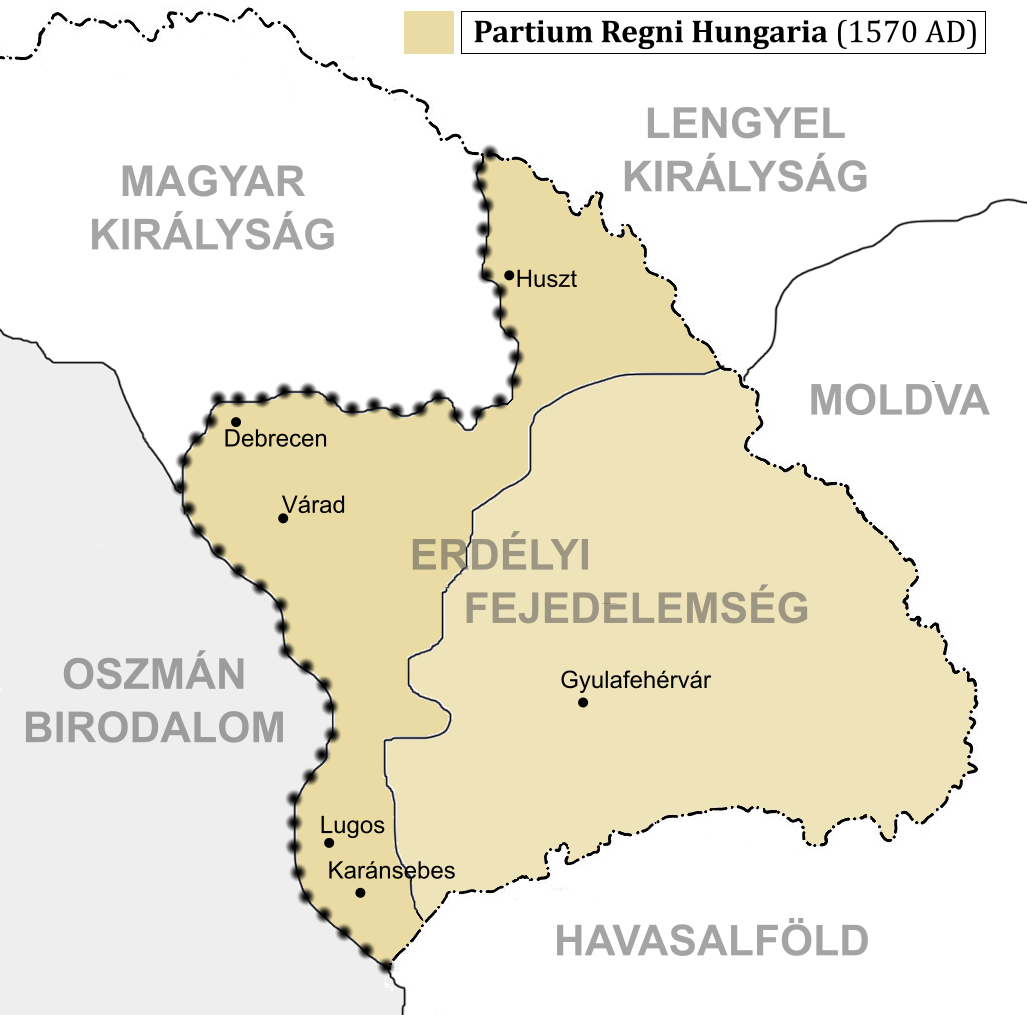
La Principauté de Transylvanie et le Partium en 1570.

Par le traité, Jean Sigismond renonce au titre de « roi élu de Hongrie » (electus rex Hungariæ) et prend celui de prince de Transylvanie et des parties du royaume de Hongrie qui y sont annexées (princeps Transylvaniæ et partium regni Hungariæ eidem annexarum),.
Le traité précise que le principe conserve néanmoins le droit d'utiliser le titre royal dans sa correspondance avec les Turcs ; et que les parties susvisées du royaume de Hongrie s'entendent quatre comitats du royaume de Hongrie, à savoir ceux de Máramaros, de Bihar, de Kraszna et de Közép-Szolnok.
Le traité stipule que, dorénavant, le prince et ses successeurs posséderaient en paix la Transylvanie et les Parties (Partes), comme princes libres (tamquam liberi principes), avec tous les droits propres aux princes libres (justice, exécution, donation), mais qu'ils ne pourraient aliéner les biens appartenant à la Sainte Couronne du pays — seulement les mettre en hypothèque — car ceux-là dépendent toujours du roi.
Il stipule également que le prince et ses successeurs considéreraient l'empereur et le roi comme le chef de toute la chrétienté et roi de Hongrie, ainsi leur supérieur et plus puissant qu'eux, et la Transylvanie ainsi que les Parties de la Hongrie qu'ils possédaient comme membres du royaume de Hongrie (pro membro Regni Hungariae).
Le traité prévoit que, si les princes mouraient sans successeurs, la Transylvanie reviendrait au roi de Hongrie, comme partie véritable et inséparable de son empire (tanquam verum et inseparabile membrum) ; et que, si le prince ou ses successeurs perdaient la Transylvanie, le roi les indemniserait par les principautés d'Opole et de Ratibor.
Maximilien II reconnait Jean-Sigismond comme « Prince de Transylvanie » et en contre-partie  Jean-Sigismond renonce à son titre de roi de Hongrie et reconnaît Maximilien II comme roi de Hongrie et suzerain de sa principauté.

## Interprétations divergentes
L'historiographie hongroise moderne considère que dans ce cas précis, un État vassal comme la principauté de Transylvanie, même pourvu d'institutions et de forces propres, constitue en termes de droit public une partie du royaume de Hongrie, tandis que l'historiographie roumaine, pour sa part, considère la Principauté comme un État distinct, vassal de la Hongrie de facto et de jure jusqu'au traité de Spire, vassal de jure mais en fait indépendant depuis ce traité et jusqu'en 1699, puis vassal des Habsbourg après 1699, transformé en grand-duché autrichien en 1711 et aboli en 1867 lors de l'établissement de l'Autriche-Hongrie : ce second point de vue s'appuie entre autres arguments sur la formulation du traité de Spire qui reconnait Jean-Sigismond comme « princeps Transsylvaniae et partium regni Hungariae dominus » (« Prince de Transylvanie et seigneur de parties du Royaume de Hongrie ») faisant ainsi une distinction entre principauté de Transylvanie et Hongrie orientale.